# Zygia steyermarkii
Zygia steyermarkii é uma espécie vegetal da família Fabaceae.
Apenas pode ser encontrada no Equador.